# Grand Prix Singapuru 2012
Grand Prix Singapuru 2012 (oficiálně 2012 Formula 1 SingTel Singapore Grand Prix) se jela na trati Marina Bay Street Circuit v Singapuru dne 23. září 2012. Závod byl čtrnáctým v pořadí v sezóně 2012 šampionátu Formule 1.

## Kvalifikace
| Poř.                       | No. | Jezdec             | Konstruktér          | Časy v kvalifikaci | Časy v kvalifikaci | Časy v kvalifikaci | Pořadí na startu |
| Poř.                       | No. | Jezdec             | Konstruktér          | Q1                 | Q2                 | Q3                 | Pořadí na startu |
| -------------------------- | --- | ------------------ | -------------------- | ------------------ | ------------------ | ------------------ | ---------------- |
| 1                          | 4   | Lewis Hamilton     | McLaren-Mercedes     | 1:48.285           | 1:46.665           | 1:46.362           | 1                |
| 2                          | 18  | Pastor Maldonado   | Williams-Renault     | 1:49.494           | 1:47.602           | 1:46.804           | 2                |
| 3                          | 1   | Sebastian Vettel   | Red Bull-Renault     | 1:48.240           | 1:46.791           | 1:46.905           | 3                |
| 4                          | 3   | Jenson Button      | McLaren-Mercedes     | 1:49.381           | 1:47.661           | 1:46.939           | 4                |
| 5                          | 5   | Fernando Alonso    | Ferrari              | 1:49.391           | 1:47.567           | 1:47.216           | 5                |
| 6                          | 11  | Paul di Resta      | Force India-Mercedes | 1:48.028           | 1:47.667           | 1:47.241           | 6                |
| 7                          | 2   | Mark Webber        | Red Bull-Renault     | 1:48.717           | 1:47.513           | 1:47.475           | 7                |
| 8                          | 10  | Romain Grosjean    | Lotus-Renault        | 1:47.668           | 1:47.529           | 1:47.788           | 8                |
| 9                          | 7   | Michael Schumacher | Mercedes             | 1:49.546           | 1:47.823           | Bez času           | 9                |
| 10                         | 8   | Nico Rosberg       | Mercedes             | 1:49.463           | 1:47.943           | Bez času           | 10               |
| 11                         | 12  | Nico Hülkenberg    | Force India-Mercedes | 1:49.547           | 1:47.975           |                    | 11               |
| 12                         | 9   | Kimi Räikkönen     | Lotus-Renault        | 1:48.169           | 1:48.261           |                    | 12               |
| 13                         | 6   | Felipe Massa       | Ferrari              | 1:49.767           | 1:48.344           |                    | 13               |
| 14                         | 15  | Sergio Pérez       | Sauber-Ferrari       | 1:49.055           | 1:48.505           |                    | 14               |
| 15                         | 16  | Daniel Ricciardo   | Toro Rosso-Ferrari   | 1:49.023           | 1:48.774           |                    | 15               |
| 16                         | 17  | Jean-Éric Vergne   | Toro Rosso-Ferrari   | 1:49.564           | 1:48.849           |                    | 16               |
| 17                         | 19  | Bruno Senna        | Williams-Renault     | 1:49.809           | Bez času           |                    | 22               |
| 18                         | 14  | Kamui Kobajaši     | Sauber-Ferrari       | 1:49.933           |                    |                    | 17               |
| 19                         | 21  | Vitalij Petrov     | Caterham-Renault     | 1:50.846           |                    |                    | 18               |
| 20                         | 20  | Heikki Kovalainen  | Caterham-Renault     | 1:51.137           |                    |                    | 19               |
| 21                         | 24  | Timo Glock         | Marussia-Cosworth    | 1:51.370           |                    |                    | 20               |
| 22                         | 25  | Charles Pic        | Marussia-Cosworth    | 1:51.762           |                    |                    | 21               |
| 23                         | 23  | Narain Karthikeyan | HRT-Cosworth         | 1:52.372           |                    |                    | 23               |
| 24                         | 22  | Pedro de la Rosa   | HRT-Cosworth         | 1:53.355           |                    |                    | 24               |
| 107% času vítěze: 1:55.226 |     |                    |                      |                    |                    |                    |                  |
| Zdroj:                     |     |                    |                      |                    |                    |                    |                  |

Poznámky
1. 1 2  Bruno Senna a Pedro de la Rosa obdrželi trest posunu o 5 míst vzad za neplánovanou výměnu převodovky.

## Závod
| Poř.   | No. | Jezdec             | Konstruktér          | Počet kol | Čas/Odstoupení | Pořadí na startu | Body |
| ------ | --- | ------------------ | -------------------- | --------- | -------------- | ---------------- | ---- |
| 1      | 1   | Sebastian Vettel   | Red Bull-Renault     | 59        | 2:00:26.144    | 3                | 25   |
| 2      | 3   | Jenson Button      | McLaren-Mercedes     | 59        | +8.959         | 4                | 18   |
| 3      | 5   | Fernando Alonso    | Ferrari              | 59        | +15.227        | 5                | 15   |
| 4      | 11  | Paul di Resta      | Force India-Mercedes | 59        | +19.063        | 6                | 12   |
| 5      | 8   | Nico Rosberg       | Mercedes             | 59        | +34.784        | 10               | 10   |
| 6      | 9   | Kimi Räikkönen     | Lotus-Renault        | 59        | +35.759        | 12               | 8    |
| 7      | 10  | Romain Grosjean    | Lotus-Renault        | 59        | +36.698        | 8                | 6    |
| 8      | 6   | Felipe Massa       | Ferrari              | 59        | +42.829        | 13               | 4    |
| 9      | 16  | Daniel Ricciardo   | Toro Rosso-Ferrari   | 59        | +45.820        | 15               | 2    |
| 10     | 15  | Sergio Pérez       | Sauber-Ferrari       | 59        | +50.619        | 14               | 1    |
| 11     | 2   | Mark Webber        | Red Bull-Renault     | 59        | +1:07.175      | 7                |      |
| 12     | 24  | Timo Glock         | Marussia-Cosworth    | 59        | +1:31.918      | 20               |      |
| 13     | 14  | Kamui Kobajaši     | Sauber-Ferrari       | 59        | +1:37.141      | 17               |      |
| 14     | 12  | Nico Hülkenberg    | Force India-Mercedes | 59        | +1:39.413      | 11               |      |
| 15     | 20  | Heikki Kovalainen  | Caterham-Renault     | 59        | +1:47.467      | 19               |      |
| 16     | 25  | Charles Pic        | Marussia-Cosworth    | 59        | +2:12.925      | 21               |      |
| 17     | 22  | Pedro de la Rosa   | HRT-Cosworth         | 58        | +1 kolo        | 24               |      |
| 18     | 19  | Bruno Senna        | Williams-Renault     | 57        | Motor          | 22               |      |
| 19     | 21  | Vitalij Petrov     | Caterham-Renault     | 57        | +2 kola        | 18               |      |
| Ret    | 17  | Jean-Éric Vergne   | Toro Rosso-Ferrari   | 38        | Kolize         | 16               |      |
| Ret    | 7   | Michael Schumacher | Mercedes             | 38        | Kolize         | 9                |      |
| Ret    | 18  | Pastor Maldonado   | Williams-Renault     | 36        | Hydraulika     | 2                |      |
| Ret    | 23  | Narain Karthikeyan | HRT-Cosworth         | 30        | Nehoda         | 23               |      |
| Ret    | 4   | Lewis Hamilton     | McLaren-Mercedes     | 22        | Převodovka     | 1                |      |
| Zdroj: |     |                    |                      |           |                |                  |      |

Poznámky
1. ↑  Mark Webber obdržel trest přičtení 20 sekund k času v cíli za zkracovaní trati.
2. ↑  Charles Pic obdržel trest přičtení 20 sekund k času v cíli za předjíždění během červené vlajky.

## Průběžné pořadí po závodě
Pohár jezdců
|   | Pořadí | Jezdec           | Body |
| - | ------ | ---------------- | ---- |
|   | 1      | Fernando Alonso  | 194  |
| 2 | 2      | Sebastian Vettel | 165  |
|   | 3      | Kimi Räikkönen   | 149  |
| 2 | 4      | Lewis Hamilton   | 142  |
|   | 5      | Mark Webber      | 132  |

Pohár konstruktérů
|  | Pořadí | Konstruktér      | Body |
|  | ------ | ---------------- | ---- |
|  | 1      | Red Bull-Renault | 297  |
|  | 2      | McLaren-Mercedes | 261  |
|  | 3      | Ferrari          | 245  |
|  | 4      | Lotus-Renault    | 231  |
|  | 5      | Mercedes         | 136  |